# Windvaantjes
De windvaantjes (Selysiothemis) vormen een geslacht van libellen (Odonata) uit de familie van de korenbouten (Libellulidae).

## Soorten
Selysiothemis omvat 1 soort:
- Selysiothemis nigra (Vander Linden, 1825) – Windvaantje